# Татлярский сельсовет
Татлярский сельсовет — административно-территориальная единица и муниципальное образование со статусом сельского поселения в Дербентском районе Дагестана Российской Федерации.
Административный центр — село Татляр.

## Население
| 2002  | 2010  | 2012  | 2013  | 2014  | 2015  | 2016  |
| ----- | ----- | ----- | ----- | ----- | ----- | ----- |
| 1984  | ↗2298 | ↗2302 | ↘2287 | ↗2289 | ↗2296 | ↗2307 |
| 2017  | 2018  | 2019  | 2020  | 2021  | 2023  | 2024  |
| ↘2302 | ↘2292 | ↗2297 | ↘2271 | ↘1989 | ↗2008 | ↗2012 |
| 2025  |       |       |       |       |       |       |
| ↘2002 |       |       |       |       |       |       |

## Состав
| № | Населённый пункт | Тип населённого пункта       | Население |
| - | ---------------- | ---------------------------- | --------- |
| 1 | Карадаглы        | село                         | ↘532      |
| 2 | Татляр           | село, административный центр | ↘1457     |